# 쓰리빌리언
쓰리빌리언(영어: 3 Billion)은 대한민국의 의료AI 기업이다. 본사는 서울특별시 강남구 테헤란로 415, 8층에 위치해 있다. 2025년 한국아스트라제네카와 비정형 용혈성 요독증후군(aHUS) 환자의 신속 진단을 위한 유전자 검사 협력을 위한 업무협약(MOU)를 체결했다.

## 투자
2018년 시리즈 A 투자(30억 원), 2019년 시리즈 B 투자(114억 원), 2021년 시리즈 C 투자(140억 원)를 유치하였다.

## 상장
쓰리빌리언은 지난 1월 기술성평가 기관 두 곳에서 'A,A' 등급을 확보하며 기술특례상장 자격을 갖춘 바 있다. 2024년 11월 14일 주관사를 한국투자증권으로 공모가 4,500원(희망공모가 밴드 4,500~6,500원)에 상장하였다.

## 같이 보기
- 마크로젠

## 참고 문헌
1. ↑  김승권, '하반기 상장' 쓰리빌리언, 다른 의료AI기업과 차 별점은?, 팜이데일리, 2024-04-26
2. ↑  "희귀질환 신속진단"…쓰리빌리언·아스트라제네카 '맞손' 뉴시스 2025년 2월 17일
3. ↑  장종원, 쓰리빌리언, 30억 유치.."AI 희귀질환 유전자진단 속도", 바이오스펙테이터, 2018년 7월 11일
4. ↑  장종원, 쓰리빌리언, 114억 유치..희귀질환 유전자연구 확대, 바이오스펙테이터, 2019년 10월 4일
5. ↑  서윤석, 쓰리빌리언, 시리즈C 140억..”희귀질환 AI진단 고도화”, 바이오스펙테이터, 2021년 3월 18일
6. ↑  신창민, 쓰리빌리언, 'A, A' 코스닥 기평 통과, 바이오스펙테이터, 2023년 12월 29일